# Гайлігенгафен
Гайлігенгафен (нім. Heiligenhafen) — місто в Німеччині, розташоване в землі Шлезвіг-Гольштейн. Входить до складу району Східний Гольштейн.
Площа — 18,12 км2. Населення становить 9186 ос. (станом на 31 грудня 2020).